# Nekrolatria

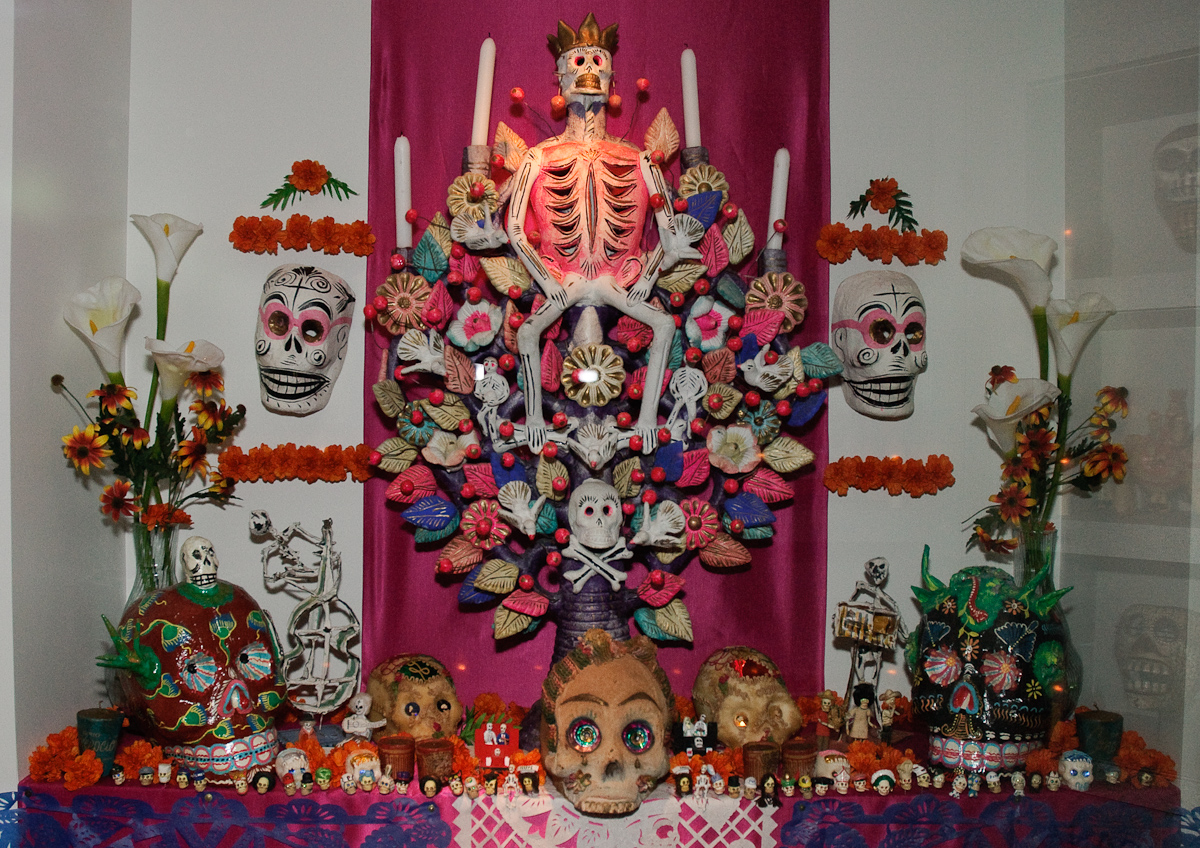
Odświętny ołtarz na meksykański Dzień Zmarłych

Nekrolatria (gr. ‘kult zmarłych’ od nekros ‘martwy’ i latreía ‘służba’) – cześć oddawana zmarłym. Jest następstwem wiary w życie pozagrobowe. Zewnętrzną formą kultu są obrzędy związane z pochówkiem zmarłych oraz okresowe upamiętnianie zmarłych.